# La Tienda (Piura)
La Tienda es un caserío peruano ubicado en el distrito de Suyo, perteneciente a la provincia de Ayabaca del departamento de Piura, al norte del Perú. 

## Ubicación
La Tienda se ubica al noroeste de la provincia de Ayabaca, en el distrito de Suyo, en el departamento de Piura. Se ubica muy cerca a la frontera ecuatoriana-peruana.

## Demografía
En 2017 La Tienda tenía una población de 118 habitantes.
| Gráfica de evolución demográfica de La Tienda entre 1993 y 2017 |
|                                                                 |
| Fuentes: Población 1993 y 2017                                  |